# Aude Briant
Pour les articles homonymes, voir Briant.
Aude Briant est une actrice française de cinéma, de théâtre et de télévision.

## Biographie
Elle remporte le prix d'interprétation pour son rôle dans Blonde et Brune au Festival européen du film court de Brest en 2004.
Elle obtient le Molière de la révélation théâtrale en 2009 pour son rôle dans Le Journal à quatre mains.

## Filmographie

### Cinéma
- 1986 : On a volé Charlie Spencer
- 1994 : Consentement mutuel : L'Institutrice
- 1998 : Dieu seul me voit
- 2000 : Aïe : Jeune femme au café
- 2000 : La Parenthèse enchantée : Copine féministe
- 2000 : Les Marchands de sable : La Prostituée
- 2001 : Se souvenir des belles choses : Corinne
- 2004 : Blonde et Brune : Brune
- 2005 : La Ravisseuse : Anna Devillers
- 2008 : 48 heures par jour : Avocate de Marianne
- 2008 : Les Inséparables : La Factrice
- 2009 : Un chat un chat : La Prof de philo
- 2014 : À coup sûr : Nicole
- 2016 : Éperdument : Secrétaire Jean

### Télévision
- 1995 : Le R.I.F. : Isa
- 2002 : Les Enquêtes d'Éloïse Rome
- 2004 : Julie Lescaut
- 2005 : Les Cordier, juge et flic
- 2014 : Alex Hugo
- 2017 : Meurtres à...
- 2019 : Meurtres à Cognac : Commandant Martinez

## Théâtre
- 1988 : Ainsi va le monde
- 1989 : Le Baladin du monde occidental
- 1990 : Tartuffe
- 1992 : L'Échange
- 1993 : L'Ange maudit
- 1993 : Domaine ventre
- 1993 : Adam et Ève
- 1998 : Vie de Myriam C.
- 2002 : La Griffe
- 2006 : Le Suicidé
- 2008 : La Femme Bombe
- 2008 : Le Journal à quatre mains : Benoîte